# Pseudohorus transvaalensis
Pseudohorus transvaalensis es una especie de arácnido del orden Pseudoscorpionida de la familia Olpiidae. Presenta las subespecies: Pseudohorus transvaalensis fenestratus y 
Pseudohorus transvaalensis transvaalensis.

## Distribución geográfica
Se encuentra en el sur de África y Zimbabue.